# 梨沙帆
梨沙帆（りさほ、1987年1月23日 - ）は、日本のモデル、タレント。本名、小木 梨沙帆（おぎ りさほ）。リップ所属。首都大学東京システムデザイン学部システムデザイン学科卒業。

## 人物
2006年、第11回湘南ガールコンテスト準グランプリ。渋谷アイドル100人劇場などのライブでは将棋をテーマにした様々なコントを披露している。2007年、ミスパラオ（日本パラオ国際親善大使）。
渋谷アイドル100人劇場には第4回からレギュラーB組で参加、第9回でA組に昇格。
英語検定準1級、TOEIC820点、将棋アマ初段。
フリーアナウンサーの高見侑里とは小学校、中学校、高校での学友同士。
首都大学東京卒業後、同大学院 システムデザイン研究科へ進学。2012年3月に卒業した。

### 将棋
将棋アイドル「棋士ドル」としても活動している。将棋を始めたきっかけは2007年7月よりインターネットで配信された『将棋ニュースプラス』内の動画番組「ご主人様、王手です。」に一之瀬まゆ、綾とともに出演した。番組で共演したプロ棋士の中川大輔、遠山雄亮らから将棋を学んだ。本番組でアマチュア3級となり、以降も将棋関連の活動を行うようになる。番組終了後も新宿将棋センターで腕を磨き、アマチュア初段の腕前となっている。

## 出演
- 将棋ニュースプラス・「ご主人様、王手です。」（BIGLOBEストリーム・インターネット動画番組） - 2007年7月～2008年2月、レギュラー メイド・梨沙帆役
- 将棋まるごと90分（囲碁・将棋チャンネル）レギュラー 2008年10月-
- 株式会社R・I・P（スカパー! 371ch） レギュラー 2008年10月-
- FNS地球特捜隊ダイバスター（フジテレビ） - 2009年2月12日深夜
- エンタの天使（日本テレビ） - 2009年3月4日（第9回）、キャッチコピーは「なんてったって棋士ドル」
- 笑っていいとも!（フジテレビ） - 2009年9月24日「出たいドル!デラックス」に出演
- ショーバト!（日本テレビ） - 2010年8月24日「ミニバト!」に出演
- 笑っていいとも!（フジテレビ） - 2010年10月19日加藤一二三のものまねを披露した。
- 一緒に食べよ♪（あっ!とおどろく放送局、2010年11月23日）
- 一緒に育てよ♪ふれ愛ドル火曜（あっ!とおどろく放送局、2010年11月23日）
- あきげんの『旬感』（あっ!とおどろく放送局、2011年4月14日）

## 連載
- ミス・パラオの将棋入門（近代将棋、2007年10月号-2008年6月号）

## DVD
- イメージDVD「はじめのリサホ」（2008年11月20日、ラインコミュニケーションズ）